# 養老町立養老北小学校
養老町立養老北小学校 （ようろうちょうりつ　ようろうきたしょうがっこう）は、かつて岐阜県養老郡養老町）に存在した公立小学校。

## 概要
- 校区は現在の沢田・桜井・上方・竜泉寺であり、旧・養老村の北部の小学校であった。1965年、養老南小学校と統合、養老小学校の新設により廃校。
- 跡地は民間の工場（マルダイスプリング養老工場）となっており、一画には校門と記念碑がある。
- 養老町飯田にある養北小学校は、1970年に小畑小学校を改称したものであり、直接の関係は無い。

## 沿革
- 1873年（明治6年） - 
  - 厚益学校が開校。真泉寺[注釈 2]沢田村、乙坂村の児童が通学する。
  - 積流第二義校が開校。上方村、竜泉寺村、桜井村が通学する。
- 1876年（明治9年） - 厚益学校と積流第二義校が合併し、厚益学校となる。
- 1886年（明治19年） - 沢田尋常小学校に改称する。
- 1889年（明治22年）7月1日 - 押越村、明徳村、上方村、五日市村、石畑村、竜泉寺村、白石村、勢至村、柏尾村が合併し、養老村が発足。
- 1897年（明治30年）4月1日 - 養老村[注釈 3]、沢田村、桜井村が合併し、改めて養老村が発足。
- 1901年（明治34年）4月 - 高田町の高田尋常高等小学校に統合される。高田尋常高等小学校は高田町・多芸村・養老村の組合立の学校となる。高田尋常高等小学校沢田分教場を設置[1]。
- 1902年（明治35年）4月 - 沢田分教場が沢田尋常小学校として独立する。養老村澤田字境谷に校舎を新築。
- 1927年（昭和2年） - 沢田尋常高等小学校に改称する。
- 1941年（昭和16年）4月1日 - 養老北国民学校に改称する。
- 1947年（昭和22年）4月1日 - 養老村立養老北小学校に改称する。
- 1954年（昭和29年）11月3日 - 高田町、養老村、広幡村、上多度村、池辺村、笠郷村、小畑村、多芸村、日吉村、合原村の一部と合併し、養老町が発足。同日養老村廃止。同時に養老町立養老北小学校に改称する。
- 1965年（昭和40年）8月31日　-　統合により廃校。